# 阿爾基薩 (古巴)
阿爾基薩尔（Alquízar）是古巴的城市，属阿爾特米薩省，始建於1879年1月1日，面積193平方公里，海拔高度25米，2004年人口29,616，人口密度為每平方公里153.5人。